# もえたん リスニングRADIO
もえたん リスニングRADIO（もえたんリスニングレイディオ）は、『もえたん』に関連したインターネットラジオ番組。2007年7月6日よりBEAT☆Net Radio!、ランティスウェブラジオにて配信されていた。

## 概要
- 配信期間：2007年7月6日～12月28日(全26回)
- 配信日：毎週金曜日
- 配信サイト：BEAT☆Net Radio!、ランティスウェブラジオ
- パーソナリティ：戸松遥（黒威すみ役）、森永理科（瑠璃子役）

## コーナー
ふつおた
普通のおたよりを紹介する。
個人レッスン!教えて!理科先生
リスナーから取り上げて欲しいオタクな文章を募集し、その文章を英訳して森永理科が戸松遥に教える。
もえたんマジカルインフォーメーション
もえたんの関連商品を紹介する。
レッツ!異文化コミュニケーション
パーソナリティの2人が言葉の垣根を越えて日本語が分からない女子高生のパトラたんとゲームをしながら英語でコミュニケーションを図る。
しかし最終回で、パトラは本当は日本人であり番組開始からの半年間、パーソナリティを騙し続けていた事が明かされた。

## ゲスト
- 第7回：のみこ（ED歌手）

## ラジオCD
- もえたん リスニングRADIO CD1（もえたんDVD第1巻初回限定版.ANIMEver.付属）
  - 第1回～第2回+新録のSPECIAL1を収録
- もえたん リスニングRADIO CD2（もえたんDVD第2巻初回限定版.ANIMEver.付属）